# Шестаков, Василий Яковлевич
Василий Яковлевич Шестаков (1900 год, Туркестанский край, Российская империя — 1978) — колхозник, звеньевой колхоза «Победа», Герой Социалистического Труда (1948).

## Биография
В 1930 году вступил в колхоз «Победа» Тюлькубасского района Южно-Казахстанской области. Трудился рядовым колхозником. В 1936 году был назначен звеньевым полеводческого звена. Участвовал в Великой Отечественной войне. После демобилизации возвратился в родной колхоз, в котором продолжил работать звеньевым. В 1957 году был назначен заместителем председателя колхоза.
В 1947 году полеводческое звено под руководством Василия Шестакова собрало с участка площадью 31,5 гектаров по 33 центнеров зерновых. За это был удостоен в 1948 году звания Героя Социалистического Труда.
Участвовал во всесоюзной выставке ВДНХ.

## Награды
- Герой Социалистического Труда — указом Президиума Верховного Совета от 28 марта 1948 года;
- Орден Ленина (1948);
- Орден Трудового Красного Знамени;
- Большая золотая и три малые серебряные медали ВДНХ.